# Deliver Us from Evil (musikalbum)
Deliver Us from Evil är Budgies tionde album, släppt 1982 på RCA Records.

## Låtlista
1. "Bored With Russia" (3:49)
2. "Don't Cry" (3:19)
3. "Truth Drug" (4:23)
4. "Young Girl" (2:17)
5. "Flowers In The Attic" (5:12)
6. "N.O.R.A.D. (Doomsday City)" (4:15)
7. "Give Me The Truth" (4:11)
8. "Alison" (3:26)
9. "Finger On The Button" (3:59)
10. "Hold On To Love" (4:16)